# Conescharellina papulifera
Conescharellina papulifera är en mossdjursart som beskrevs av Harmer 1957. Conescharellina papulifera ingår i släktet Conescharellina och familjen Biporidae. Inga underarter finns listade i Catalogue of Life.